# Volvo Car Gent

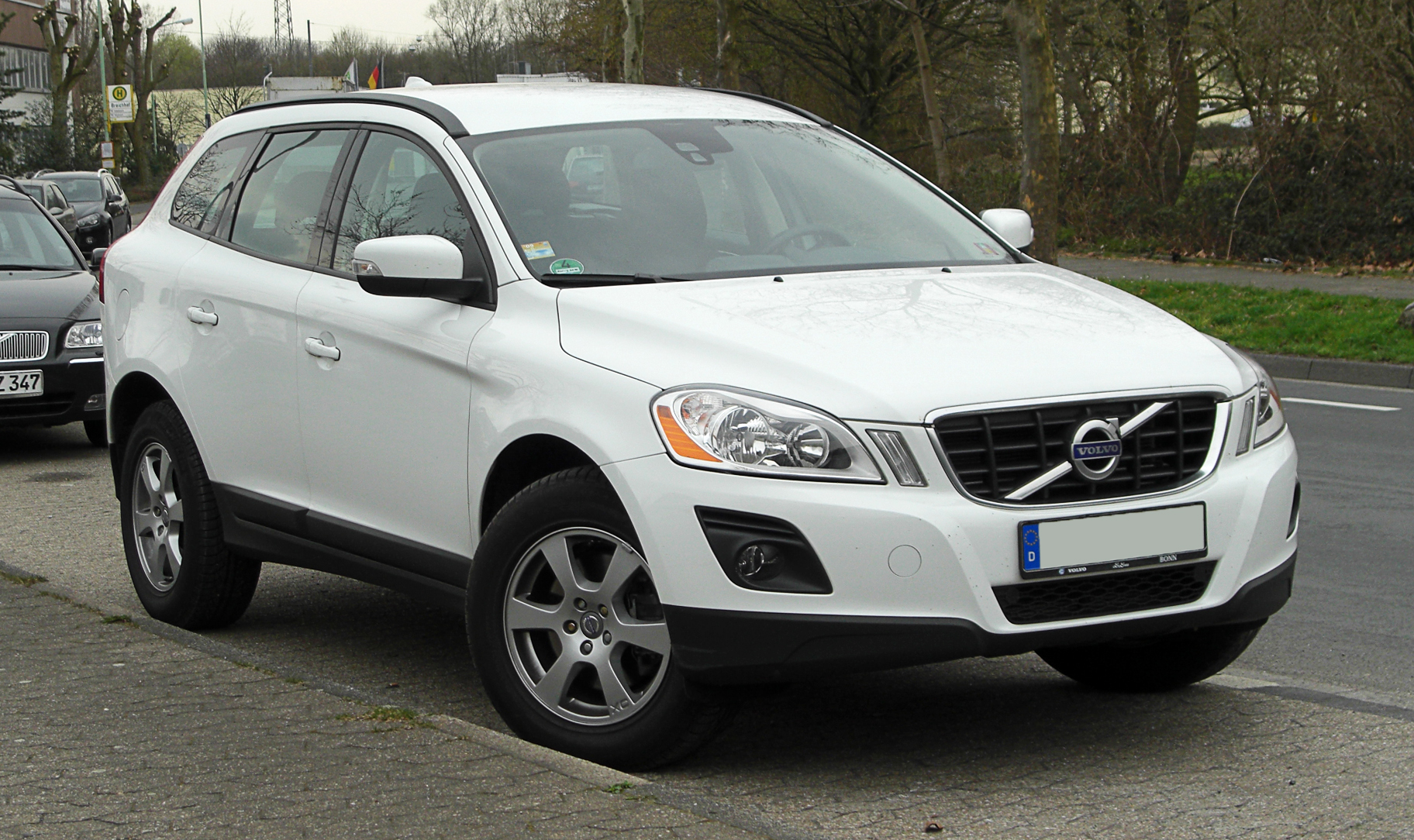
Volvo XC60 tillverkas i Gentfabriken.

Volvo Car Gent är Volvo Personvagnars fabrik i Gent i Belgien. Fabriken invigdes 1965 och byggdes ut 1972 under ledning av Gustav Östergren.  Volvo Car Gent har omkring 5000 anställda.
Fabriken grundades av Volvo för att ha produktion inom EG-området och produktionen började med sammansättning av Volvo Amazon. Därefter följde 144 och 145. Torslandaverken tillverkade 136 323 bilar och Gent 223 117 bilar 2010. I fabriken tillverkas, Volvo XC40 och Volvo S60. Under november 2016 tillverkades bil nr 6 000 000.
1999 vann fabriken kvalitetsutmärkelsen The European Quality Award.